# Леонфорте
Леонфо̀рте (на италиански: Leonforte, на сицилиански Liunforti, Лиунфорти) е град и община в южна Италия, провинция Ена, в автономен регион и остров Сицилия. Разположен е на 625 надморска височина. Населението на града е 13 918 души (към 31 август 2011 г.).